# Rappahannock
Rappahannock (Rappahanoc, Rapahanna), jedno od tridesetak plemena američkih Indijanaca iz konfederacije Powhatan, porodica Algonquian, koji su u vrijeme dolaska Johna Smitha (1608) živjeli duž rijeke Rappahannock u američkoj državi Virginia. Njihovo glavno selo nosilo je isto ime, a javlja se i u obliku Tappahannock. Broj im je 1608. iznosio oko 400.